# Éclance
Éclance település Franciaországban, Aube megyében. Lakosainak száma 87 fő (2022. január 1.). Éclance Arsonval, Bossancourt, Petit-Mesnil, Trannes és Vernonvilliers községekkel határos.

## Népesség
A település népességének változása:
| Lakosok száma | 145  | 125  | 114  | 126  | 100  | 101  | 101  | 101  | 96   | 87   |
|               | 1968 | 1982 | 1990 | 2006 | 2013 | 2015 | 2017 | 2019 | 2020 | 2022 |